# سنبل‌آباد (قزوین)
سنبل‌آباد (قزوین)، روستایی از توابع بخش رودبار شهرستان شهرستان قزوین در استان قزوین ایران است. سنبل‌آبادی‌ها تات هستند و به زبان باستانی تاتی تکلم می‌کنندروستای سنبل آباد در ۷۵کلیومتری شهر قزوین در بخش رودبار شهرستان واقع شده است منطقه ای کاملاً ییلاقی و خوش آب و هوا است. دارای مردمانی خون‌گرم و شجاع ومی باشد.
شغل اکثر مردم روستا دامداری و کشاورزی است. در گذشته نه چندان دور در زمینه دامداری یکی از قطب‌های مهم منطقه محسوب می‌شد اما متأسفانه بر اثر خشکسالی‌های پی در پی در سالهای اخیر دچار رکود گردید به طوری که روستا داشت کم‌کم خالی از سکنه می‌شد و اکثر جوانان آن به شهر مهاجرت کردند. خوشبختانه در حال حاضر به همت مردم وکمک‌های مسئولین روستا از آن حالت تخریب و دل مردگی خارج شده و با اتحاد وهمدلی که در روستا ایجاد شده امید آن هست که انشاءالله در آینده شاهد پیشرفت آن باشیم. از محصولات مهم لبنی روستا کره و پنیر می‌باشد
زبان مردم روستا:
زبان این مردم تاتی و بقولی دیلمی است. زبان رایج در کوهستان جنوب گیلان که گستره منطقه کوهستانی اشکور تا علی‌آباد منجیل و از شمال تا سراوان رشت و شمال قزوین و کوه‌های غرب مازندران را در بر می‌گیرد. گاه زبان تاتی یا دیلمی با زبان تالشی اشتباه گرفته می‌شود
موقعیت جغرافیایی
موقعیت جغرافیایی روستا: یکی از روستاهای بخش رودبار شهرستان ازتوابع استان قزوین می‌باشد. از جنوب با روستای شترک، از جنوب شرقی با روستای جوینک، از شرق با روستاهای گرمک و یارود از شمال وشمال شرقی با روستای سفید آب، از شمال (مراتع روستا) با اشکورات، از شمال غربی با روستای پراچان، از غرب با روستای یوج، و از جنوب غربی با روستای دورچاک همسایه می‌باشد.

## جمعیت
این روستا در دهستان رودبار محمد زمانی قرار دارد و براساس سرشماری مرکز آمار ایران در سال ۱۳۸۵، جمعیت آن ۱۶۹ نفر (۵۵خانوار) بوده است.